# Plaisance, Vienne
Plaisance (franskt uttal: [plɛzɑ̃s]
 ( lyssna)) är en kommun i departementet Vienne i regionen Nouvelle-Aquitaine i västra Frankrike. Kommunen ligger i kantonen Montmorillon som tillhör arrondissementet Montmorillon. År 2022 hade Plaisance 177 invånare.

## Befolkningsutveckling
| Befolkningsutvecklingen i Plaisance 1968–2021 | Befolkningsutvecklingen i Plaisance 1968–2021 | Befolkningsutvecklingen i Plaisance 1968–2021 | Befolkningsutvecklingen i Plaisance 1968–2021 | Befolkningsutvecklingen i Plaisance 1968–2021 |
| --------------------------------------------- | --------------------------------------------- | --------------------------------------------- | --------------------------------------------- | --------------------------------------------- |
|                                               |                                               |                                               |                                               |                                               |
| År                                            |                                               |                                               | Folkmängd                                     |                                               |
| 1968                                          | 1968                                          |                                               | 243                                           |                                               |
| 1975                                          | 1975                                          |                                               | 199                                           |                                               |
| 1982                                          | 1982                                          |                                               | 181                                           |                                               |
| 1990                                          | 1990                                          |                                               | 183                                           |                                               |
| 1999                                          | 1999                                          |                                               | 186                                           |                                               |
| 2007                                          | 2007                                          |                                               | 160                                           |                                               |
| 2015                                          | 2015                                          |                                               | 162                                           |                                               |
| 2021                                          | 2021                                          |                                               | 176                                           |                                               |